# Geophis bicolor
Geophis bicolor este o specie de șerpi din genul Geophis, familia Colubridae, descrisă de Günther 1868. Conform Catalogue of Life specia Geophis bicolor nu are subspecii cunoscute.